# المدرسة المتيشية
المدرسة المتيّشيّة هي واحدة من مدارس مدينة تونس.

## الموقع
وهي تقع في المنطقة الجنوبية الغربية من شمال ضواحي باب سويقة في مفترق طرقات بين نهج بن متيّشيّة و نهج بو سندل

## التاريخ
أسسها أحمد لاغا سنة 1705  و هو مبنى متواضع مستوحى من العمارة في العهد الحفصي

## وصف
تقع المدرسة على قطعة مستطيلة.
المدخل مباشرعلى الفناء

## المذكرات و المراجع
Document de association de Sauvegarde de la Médina de Tunis (ASM).